# Black & White (álbum de G.NA)
Black & White es el primer álbum de estudio de la cantante de K-pop, G.NA. Fue lanzado el 18 de enero de 2011 y tiene como canción principal a la canción que lleva el mismo nombre del álbum, «Black & White».

## Antecedentes
Para este álbum, G.NA colaboró con el famoso productor Kim Dohoon, así como también con cantantes como Wheesung, Rain, y el miembro de BEAST, Junhyung.
El 4 de enero de 2011, Cube Entertainment reveló que G.NA lanzaría su primer álbum de estudio. Como adelanto, el 11 de enero lanzó la canción «Nice to Meet You» que tiene a Wheesung como cantante invitado, y la canción principal «Black & White» se reveló el 18 de enero, el mismo día se lanzó el álbum completo.
El 13 de enero de 2011, se estrenó el video adelanto de la canción «Black & White» en su canal oficial de YouTube. El video musical completo se reveló el 17 de enero. En el video aparece Jinwoon de 2AM.
El 8 de marzo, G.NA reveló su tercer sencillo promocional llamado «I Miss You Already», lanzado su video musical en YouTube.

## Lista de canciones
| N.º   | Título                                                                                 | Duración |  |
| 1.    | «Black & White»                                                                        | 3:27     |  |
| 2.    | «Don't Be Mad Anymore»                                                                 | 3:23     |  |
| 3.    | «Nice To Meet You» (처음 뵙겠습니다) (Junto a Wheesung)                                | 3:52     |  |
| 4.    | «I Miss You Already»                                                                   | 3:17     |  |
| 5.    | «At First Sight, At a Glance» (첫눈에 한눈에) (Junto a Verbal Jint)                    | 3:54     |  |
| 6.    | «I'll Back Off So You Can Live Better» (꺼져 줄게 잘 살아) (Junto a Junhyung de BEAST) | 3:31     |  |
| 7.    | «What I Want to Do Once I Have a Lover» (애인이 생기면 하고 싶은 일) (Junto a Rain)    | 3:21     |  |
| 8.    | «Supa Solo» (Junto a Swings)                                                           | 3:11     |  |
| 9.    | «Loving You»                                                                           | 3:26     |  |
| 10.   | «There's a Rumor»                                                                      | 3:29     |  |
| 34:51 |                                                                                        |          |  |

## Desempeño en listas
| Lista      | Canción         | Posición |
| ---------- | --------------- | -------- |
| Gaon Chart | «Black & White» | 1        |

## Promoción y premios
El 21 de enero de 2011, G.NA empezó las promociones para «Black & White» en el programa musical Music Bank.
El 17 y 24 de febrero, G.NA ganó el primer lugar en el programa M! Countdown. El 25 de febrero, ganó el primer lugar en Music Bank. El 27 de febrero, ganó el primer lugar en Inkigayo.
El portal musical Dorisak reveló que G.NA fue la mejor vendida digitalmente en el mes de febrero. De acuerdo a esta información, el 27 de febrero, el álbum Black & White tomó el primer lugar en ventas digitales.